# 父帰る
『父帰る』（ちち かえる）は、大正6年（1917年）に発表された菊池寛の戯曲。全一幕。3度映画化、また舞台化もされており、同作についても本項で詳述する。

## 概要

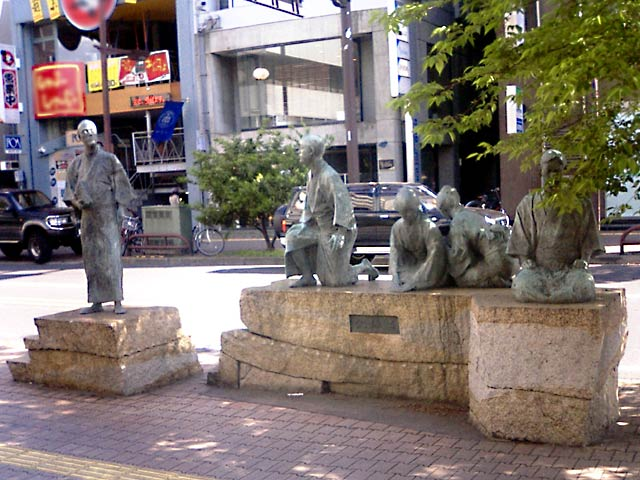
高松市菊池寛通りにある『父帰る』の銅像

第四次『新思潮』大正6年1月刊行の号に発表された。同人誌であったから一般には知られなかったが、3年後の大正9年 (1920) に二代目市川猿之助によって舞台化されるとこれが絶賛され、以後本作は菊池寛を代表する作品となった。

### 登場人物
- 黒田賢一郎： 主人公（28歳）
- 新二郎： その弟（23歳）
- おたね： その妹（20歳）
- おたか： 彼らの母（51歳）
- 宗太郎： 彼らの父

### あらすじ
明治40年頃のことである。かつて家族を顧みずに家出した父が、20年ぶりに落ちぶれ果てた姿で戻って来た。
母と次男と娘はこれを温かく迎えたが、貧困と闘いつつ一家を支え、弟妹を中学まで出した長男・賢一郎は、決して父を許さなかった。父は家を去る。しかし哀願する母の叫びに賢一郎は翻意、弟を連れて狂ったように父を追う。

## 映画化

### 1927年
1927年3月29日公開。製作は松竹キネマ。監督は野村芳亭。

#### キャスト
- 黒田宗太郎、長男・賢一郎： 岩田祐吉
- 少年時代の賢一郎： 小藤田正一
- 妻・おたか： 鈴木歌子
- 次男・新二郎： 菅野七郎
- 長女・おたね： 佐々木清野
- 園田修造： 木村健児
- 園田の娘・お加代： 松井千枝子
- 杉田校長： 武田春郎
- 久保の忠太： 酒井啓之助
- 忠太の養子・久三： 堺一三
- 忠太の娘・お花： 糸川京子
- 栗原進二陸軍少尉： 仲英之助
- 松岡剛蔵： 奈良真養
- 代弁人・阪間源吾： 国島荘一
- 大風呂敷のおかま： 二葉かほる
- 道化芸人・正玉： 新井淳
- 正国の娘・蝶丸： 小桜葉子
- 道化芸人・蝶吉： 押本映治
- 道化芸人・小正： 吉谷久雄
- 道化芸人： 小林十九二
- 調馬師・山口俊造： 小村新一郎
- 曲芸師・一光： 土屋四郎
- 宗太郎の情婦・お瀧： 八雲恵美子

### 1935年
1935年10月8日公開。タイトルは『父帰る　母の心』。製作は第一映画、配給は松竹キネマ。監督は寺門静吉。

#### キャスト
- 黒田賢一郎： 月田一郎
- 新二郎： 夏川大二郎
- おたね： 山田五十鈴
- 宗太郎： 芝田新
- おたか： 梅村蓉子
- 杉田校長： 寺島貢
- 校長の息子・信吉： 武田一義
- 曲馬団員： 小泉嘉輔、大久保清子

### 1952年
1952年6月15日公開。製作は松竹。監督は堀内真直。

#### キャスト
- 黒田賢一郎： 徳大寺伸
- 新二郎： 青山宏
- たね子： 故里やよい
- おたか： 紅沢葉子
- 宗太郎： 河村黎吉
- 園田： 春日昇
- おすえ： 大和久乃
- 正夫： 本松一成

## 三一致の法則
戯曲論において、三一致の法則を論じる場合に、日本の代表的な作品としてしばしば取り上げられる。